# Intelsat 24
Intelsat 24 (dawniej Amos 1) – pierwsza izraelska satelita telekomunikacyjna. Jego budowa została oparta na doświadczeniu zebranym przy budowie satelitów szpiegowskich Ofeq we współpracy z brytyjską Defence Analytical Services Agency (DASA) i Alcatel Espace.
Satelita został wystrzelony 16 maja 1996 na pokładzie rakiety Ariane 4 z kosmodromu Kourou w Gujanie Francuskiej. Został on umieszczony na orbicie geostacjonarnej na 4 stopniu długości geograficznej zachodniej.
Amos 1 posiada dziewięć transponderów pasma Ku (w tym 2 zapasowe). Przy starcie ważył 996 kg, w tym 450 kg paliwa w postaci gazowej (monometylohydrazyna oraz specjalna mieszanina MON-3). Do napędu służy 400-niutonowy silnik Liquid Apogee Boost (ABM) i czternaście 10-niutonowych małych silniczków, którymi regulowana jest wysokość orbity. Czas pracy satelity został ustalony na 12 lat.
Satelita jest stabilizowany trójosiowo, do stabilizacji używa sensorów Słońca, Ziemi i kół reakcyjnych. Rozpiętość paneli baterii słonecznych Amosa 1 wynosi ok. 10,5 m. Początkowo generowały one ok. 1300 W mocy, pod koniec misji generowana moc spadnie do 1150 W. Akumulatory Ni-Cd gromadzą 24 Ah.
Amos 1 jest wykorzystywany do przesyłania sygnału TV dla prywatnych domowych celów (DTH/DBS przez przedsiębiorstwa YES, HBO i innych w Europie). Space Communications LTD bardzo szybko zapełniło wszystkie wolne łącza telekomunikacyjne satelity, co zmusiło firmę do rozpoczęcia prac nad nowym satelitą Amos 2.
W 2009 firma Spacecom, będąca operatorem satelity, sprzedała go firmie Intelsat. Nowy operator nadał mu obecną nazwę i przeniósł nad obszary Środkowego Wschodu.